# Wahrsagekarten
Wahrsagekarten, Wahrsagerkarten oder Divinationskarten sind Spielkarten, die zum Kartenlegen (Kartomantie) benutzt werden. Häufig sind hierbei Tarotkarten und Lenormandkarten. Auch Skatkarten können so verwendet werden, zumal viele Kartenleger diese als erstes auswendig lernen.

## Entwicklung

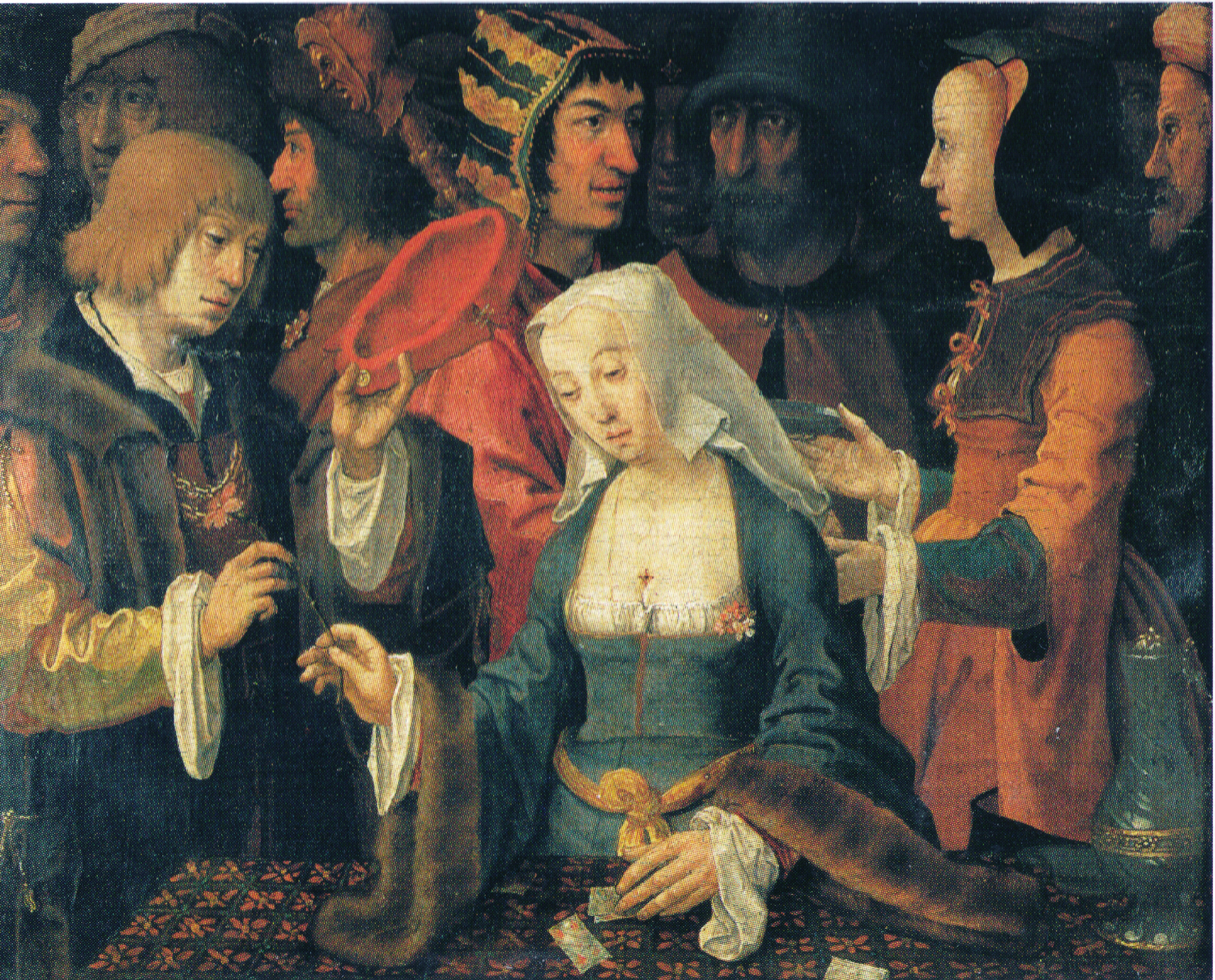
Die Kartenlegerin (ca. 1508, Lucas van Leyden)

Erste Formen der Kartomantie tauchen im frühen Buchdruck schon um zwischen 1480 und 1505 auf. Ein erstes literarisches Zeugnis ist das zwischen 1505 und 1510 in Mainz gedruckte Eyn loszbuch ausz der Karten gemacht. Die frühen Deutungsvorschläge sind aber noch sehr weit entfernt von den späteren komplexen Systemen und bauen auf schon früher bekannte Schemata von Losbüchern auf. Verspielte Formen mit leichten divinatorischen (wahrsagerischen) Aspekten lassen sich im Zusammenhang mit Tarotkarten im 16. Jahrhundert nachweisen. Stärkere Entwicklungsformen werden im 18. Jahrhundert sichtbar. Einen Überblick gibt die Aufstellung von Mary Greer und Lola Lucas, die sich allerdings speziell auf Tarotkarten konzentriert, die am Ende des 18. Jahrhunderts stark in divitorischen Interessen einbezogen werden.
Die Namen Etteilla und Lenormand, beide Paris, verbinden sich mit der weiteren Entwicklung, die zeigt, dass Kartenlegen ca. um 1800 große Mode in Frankreich ist und dort auch vor den Staatshäuptern Napoleon und seiner Gattin Josephine nicht haltmacht.
Etteilla variierte die Tarotkarten durch ein eigenes Kartomantiesystem. Das als Grand Jeu de Societé von ihr beschriebene System mit 36 Karten bezieht vielschichtige symbolische Deutungen aus Mythologie, Astrologie, Kabbalistik und Blumensymbolik ein. Es kann vielleicht als Urmodell der weiteren Entwicklungen angesehen. Dazu gehören dann die relativ populären so genannten Kleinen Lenormandkarten, die nicht direkt mit der Kartenlegerin in Beziehung stehen (Sie nutzte wohl unterschiedliche Systeme und gebrauchte auch mehrere Spiele gleichzeitig).
Wahrsagekarten werden neu überarbeitet und weitergestaltet, besonders reichhaltig ist das Genre Tarot mit einer unüberschaubaren Menge an Literatur und unzähligen von Deck-Entwürfen und Produktionen. Neue Kartomantiesysteme entstehen mit kreativen Abwandlungen entsprechend.

## Liste von Wahrsagekarten
Hier sind Spielkartensätze aufgelistet, die speziell als Wahrsagekarten gestaltet sind.
- Tarotkarten
- Lenormandkarten
- Zigeunerkarten
- Kipperkarten
- I-Ging-Karten
- Engelkarten